# Karl Rehling
Karl Rehling (* um 1870; † 28. Dezember 1940 in Baden bei Wien) war ein österreichischer Staatsbeamter und Person des österreichischen gewerblichen Genossenschaftswesens.
Er war von 1918 bis 1930 Verbandsanwalt im Zentralverband der gewerblichen Erwerbs- und Wirtschaftsgenossenschaften Österreichs und von 1933 bis 1937 Verbandsanwalt des Österreichischen Genossenschaftsverbandes.
Von 1929 bis 1940 war er weiters Vorstandsvorsitzender der Bauspar- und Realkreditkasse von gewerblichen Erwerbs- und Wirtschaftsgenossenschaften Österreichs in Herzogenburg (heute ABV).

## Leben
Während seiner aktiven Zeit als Beamter war er Leiter des Linzer Gewerbeinstituts und später Leiter der Dienststelle für das gewerbliche Kreditwesen Österreichs. Nach seiner Pensionierung war er zunächst ab 1918 ehrenamtlich und ab 1925 hauptamtlich Verbandsanwalt beim Zentralverband der gewerblichen Erwerbs- und Wirtschaftsgenossenschaften Österreichs.
1930 kam es zur Vereinigung mit dem Allgemeinen Verband der auf Selbsthilfe beruhenden Erwerbs- und Wirtschaftsgenossenschaften in Österreichs. In der nunmehr Österreichischer Genossenschaftsverband genannten Institution setzte Rehling seine Tätigkeit zunächst im Einvernehmen mit dem Verbandsanwalt Otto Neudörfer fort. Nach dem überraschenden Tod Neudörfers wurde er nach einem Interimszeitraum 1933 selber Verbandsanwalt und übte diese Funktion bis 1937 aus.
Weitere Funktionen im Genossenschaftsbereich übte er als Präsident der Gewerbe- und Handelsbank in Wien sowie als Vorstandsmitglied der Kreditgenossenschaften der Gewerbetreibenden und als Vorstandsvorsitzender der Bausparkasse Wien (heute start:bausparkasse, 1929 bis 1940) aus.